# Moritz von Anhalt-Dessau

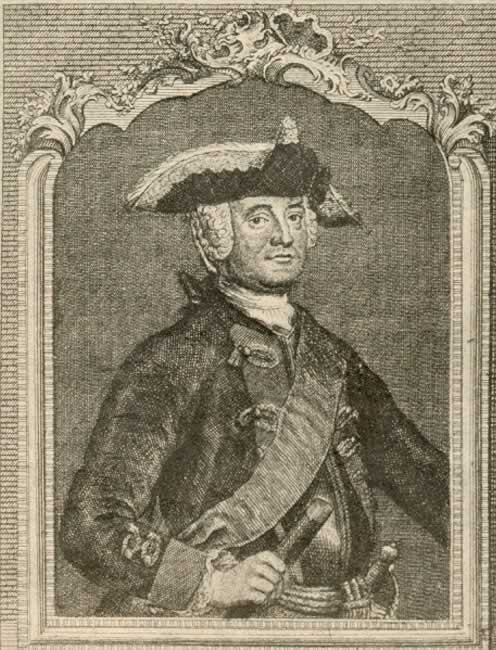
Moritz von Anhalt-Dessau

Moritz von Anhalt-Dessau

Moritz Prinz von Anhalt-Dessau (* 31. Oktober 1712 in Dessau; † 11. April 1760 ebenda) war ein preußischer Generalfeldmarschall aus dem Geschlecht der Askanier.

## Leben
Als einer der fünf Söhne des „Alten Dessauers“ Fürst Leopold I. von Anhalt-Dessau (1676–1747) und dessen Jugendliebe, der gegen den Willen der anhaltischen Aristokratie in den Adel erhobenen Apothekerstochter Anna Luise Föhse, schlug er traditionsgemäß die militärische Laufbahn in preußischen Diensten ein und führte als persönliche Einheit das Regiment zu Fuß „Prinz Moritz“ (1806: No. 22). Über seine Jugend ist bekannt, dass sein urwüchsiger, nicht eben intellektueller, aber aufrichtig religiöser und offenherziger Vater an ihm ein „Experiment“ unternommen habe, indem er ihn „natürlich“, d. h. ohne besondere wissenschaftliche oder höfische Ausbildung und unter Betonung ländlicher Erdverbundenheit habe aufwachsen lassen. Inwieweit diese Schilderung dem Reich der Legende angehört, lässt sich in der Retrospektive nur vermuten – Tatsache ist, dass Moritz als Heerführer keine unvernünftigeren Entscheidungen als andere Generäle traf und keine Anzeichen geistiger Zurückgebliebenheit zeigte.
Moritz trat 1725 in das preußische Heer ein und machte als Freiwilliger den Polnischen Erbfolgekrieg mit. Nachdem er am Ersten Schlesischen Krieg teilgenommen hatte, hatte er die Gelegenheit, sich im Zweiten Schlesischen Krieg bei Hohenfriedeberg, insbesondere aber bei Kesselsdorf auszuzeichnen, wo er als Führer des linken Flügels zum Sieg wesentlich beitrug. Dafür wurde er nur zwei Tage später, am 17. Dezember 1745, als Ritter in den Schwarzen Adlerorden aufgenommen. Nach dem Friedensschluss übertrug ihm Friedrich der Große im Zusammenhang der Friderizianischen Kolonisation die Urbarmachung wüstliegender Landstriche an der Oder und in Pommern. Unter anderem gründete er 1751 am Madüsee das nach ihm benannte Moritzfelde. 1752 wurde Moritz zum Gouverneur von Küstrin ernannt.
Zur Bewährungsprobe wurde für den ehrgeizigen Fürsten sein Einsatz im Siebenjährigen Krieg, wo er sich insbesondere bei Kolin, Leuthen, Zorndorf und Hochkirch hervortat. 
Trotz gelegentlich heftiger Kontroversen mit dem mindestens ebenso eigenwilligen und hochmütigen Monarchen bestand ein durchaus kollegiales Verhältnis zwischen den beiden Fürsten, die einander schon aus Jugendtagen kannten. Dennoch wurde die Niederlage von Kolin zum Schlüsselerlebnis für König Friedrich und Prinz Moritz, als sich der General zweimal weigerte, den Befehl des Königs zum Rechtsschwenk auszuführen; erst auf die Worte des erbosten Monarchen hin: „Bei allen Teufeln, Prinz Moritz, machen Sie Front, wenn ich es befehle!“ (wobei Friedrich mit gezogenem Degen auf den Fürsten zuritt), gab Moritz „mit trauriger Stimme“ die Anweisung weiter, die schließlich die Niederlage einleiten sollte. Die vom König geplante einseitige Umfassung des Gegners endete in einem Chaos, die österreichisch-sächsische Reiterei richtete unter Ausnutzung einer breiten Lücke in der preußischen Front unter den dort versammelten Infanterieregimentern ein Blutbad an und fügte der königlichen Armee ihre erste schwere Niederlage zu. Dennoch trug auch Moritz eine gewisse Mitschuld, insofern er den fatalen vorschnellen Angriff seines Unterführers General von Manstein auf die kroatischen Stellungen auf halber Strecke zum österreichischen rechten Flügel nicht verhinderte.
Glücklicher taktierte der General bei Leuthen, wo ihm sein vorzügliches Manövrieren die Beförderung zum Generalfeldmarschall einbrachte (diesen Rang trugen auch  seine Brüder Leopold II. Maximilian und Dietrich). 1758 nahm er an beiden großen Schlachten teil, wobei er sich das Zurückweichen des linken preußischen Flügels bei Zorndorf wenigstens teilweise anrechnen lassen muss. 
Bei Hochkirch schlug er seine letzte Schlacht. Vergeblich hatten er und Feldmarschall Keith dem König davon abgeraten, ausgerechnet in dem taktisch sehr gefährdeten Ort ein Feldlager aufzuschlagen. Während des nächtlichen Überfalls wurde er durch eine feindliche Kartätsche an der Hand verwundet und geriet in Gefangenschaft. Durch die Verwundung erlitt der Prinz eine Blutvergiftung, deren Folgen er nach seiner Freilassung aus der Kriegsgefangenschaft 1760 in seiner Heimatstadt Dessau erlag.